# 桃山いおん
桃山 いおん（ももやま いおん）は、日本の女性声優。主にアダルトゲームに声をあてている。

## 出演
太字はメインキャラクター。

### アダルトアニメ
- 指先から本気の熱情-幼なじみは消防士-（2019年、藤橋涼[1]） - 完全版
  - 指先から本気の熱情2-恋人は消防士-（2021年、藤橋涼） - プレミアム版
- オオカミさんは食べられたい（2020年、生徒、女生徒B）
- エタニティ 〜深夜の濡恋ちゃんねる♡〜（2020年、関崎凛[2]） - デラックス♡版
- よあそびぐらしっ!（2024年、夢藤弥生[3]）
- 入り浸りギャルにま⚪︎こ使わせて貰う話(2024年、黒田光)

### PCゲーム

#### 2011年
- 君がいた季節（椎名）

#### 2012年
- 真剣で私に恋しなさい!S（松永 燕）[4]
- 辻堂さんの純愛ロード（片瀬 恋奈）[5]

#### 2013年
- 少女神域∽少女天獄 -The Garden of Fifth Zoa-（澳城 迪希）[6]
- 真剣で私に恋しなさい!A-1（松永 燕）[7]
- 真剣で私に恋しなさい!A-2（松永 燕）[7]
- ちいさな彼女の小夜曲（白里 花梨）[8]
- 辻堂さんのバージンロード（片瀬 恋奈）[9]
- Magical Charming!（葉山 秋音）[10]
- ラブレプリカ（汀 千佳）[11]
- 戦国†恋姫〜乙女絢爛☆戦国絵巻〜（蜂須賀 転子 正勝）[12]

#### 2014年
- アストラエアの白き永遠（水ノ瀬 琴里）[13]
- ヤキモチストリーム（霧島 沙那）[14]
- 真剣で私に恋しなさい!A-3（松永 燕）[7]
- 真剣で私に恋しなさい!A-4（松永 燕）[7]

#### 2015年
- 姉小路直子と銀色の死神（椿 礼）[15]
- 神のラプソディ（ミストリア）[16]
- プラマイウォーズ（神宮 巴）[17]
- 真・恋姫†英雄譚1 〜乙女艶乱☆三国志演義［蜀］〜（馬休）[18]
- 果つることなき未来ヨリ（エルマールマ・カーマイン）[19]
  - 果つることなき未来ヨリ X-RATED（エルマールマ・カーマイン）[20]
- QUINTUPLE☆SPLASH（岩間 紅葉）[21]
- アマカノ〜Second Season〜（沓野 奏）[22]
- サノバウィッチ（越路 美穂）

#### 2016年
- 時を紡ぐ約束（新堂 桜）[23]
- キミトユメミシ（西崎 由衣）[24]
- 真剣で私に恋しなさい!A-5（松永 燕）[7]
- 真剣で私に恋しなさい!A（松永 燕）[7]
- アマカノ+（沓野 奏）
- 夏彩恋唄 (神木 彩花)
- 仄暗き時の果てより (御城 由乃)

#### 2017年
- 新妻LOVELY×CATION（石動雪）[25]
- 幕末尽忠報国烈士伝 -MIBURO-（井上 源三郎）[26]
- 月影のシミュラクル-解放の羽- (水無月 一葉)
- ヤミと祝祭のサンクチュアリ（クローデット・ベルフラウ）
- ファントムグリードX（水瀬 乃愛）
- アマカノ〜Second Season〜 +（沓野 奏）
- アイよりアオい海の果て（七海 ナタネ）
- フルキス（奈良原 千桜）[27]
- 星降る夜のファルネーゼ（イブ・クライン）
- 恋愛教室（土屋 珠希）
- 桜花裁き（平賀 理夢）
- みなとカーニバルFD（片瀬 恋奈）

#### 2018年
- 縁りて此の葉は紅に（笹浦 すずな）
- ぱらだいすお〜しゃん（衛多宮 カヌヰ）
- 君とつながる恋フラグ（小早川 悠香）
- 真・恋姫†夢想 -革命- 孫呉の血脈（馬 休）
- 宿星のガールフレンド -the destiny star of girlfriend-（マーヤ・クリエンケ）
- 出会って5分は俺のもの! 時間停止と不可避な運命（光井 瑠璃）
- はるかどらいぶ!（リーン・カスティーナ）
- 乙女が結ぶ月夜の煌めき（冷泉 雫音）
- 宿星のガールフレンド2 -the destiny star of girlfriend-（マーヤ・クリエンケ）

#### 2019年
- 誰も知らない天体への涙 本編2巻（貴城 りん）
- さくら、もゆ。-as the Night's, Reincarnation-（陽向井 あさひ）
- 夢と色でできている（飛鳥井 姫色）[28]
- アイベヤ（速水 綾希）
- さくらいろ、舞うころに（戸間里 茉莉子）
- ALL×CATION（石動 雪）
- Eスクールライフ（吉村 凛）
- 乙女が結ぶ月夜の煌めき Fullmoon Days（冷泉 雫音）
- ココロネ=ペンデュラム!（小町谷 菜砂）[29]
- 宿星のガールフレンド3 -the destiny star of girlfriend-（マーヤ・クリエンケ）
- 真・恋姫†夢想 -革命- 劉旗の大望（馬 休）
- 流星ワールドアクター（メリッサ）
- 誰も知らない天体への涙 本編3巻（貴城 りん）
- 同じクラスのアイドルさん。Around me is full by a celebrity.（三嶋 朱莉）
- スタディ§ステディ（御前崎 悠羽）
- はるかどらいぶ! Plus Edition（リーン・カスティーナ）

#### 2020年
- 宿星のガールフレンド芙慈子編（マーヤ・クリエンケ）
- シルヴァリオ ラグナロク（パトリシア・フォン・クイーングラス）
- 竜姫ぐーたらいふ (一ノ瀬 鈴夏)[30]
- 響野さん家はエロゲ屋さん!（三嶋 朱莉）[31]
- 保健室のセンセーとシャボン玉中毒の助手（月森 鈴）[32]
- ココロのカタチとイロとオト（空木 和彩）[33]
- まいてつ Last Run!!（ひよこ）[34]
- 竜姫ぐーたらいふ LOVE+PLUS（一ノ瀬 鈴夏）[35]

#### 2021年
- 源平繚乱絵巻 -GIKEI- (佐藤 忠信)[36]
- 竜姫ぐーたらいふ2（一ノ瀬 鈴夏）[37]
- フユキス（四ツ木 柑奈）
- ウチはもう、延期できない。（椎馬 さやか）

#### 2022年
- 保健室のセンセーとゴスロリの校医（月森 鈴）[38]
- ゆまほろめ 時を停めた館で明日を探す迷子たち（川崎 純麗）[39]
- ネコと女子寮せよ!（紅葉 あきら）[40]
- 保健室のセンセーと小悪魔な生徒会長（月森 鈴）[41]
- 竜姫ぐーたらいふ3（一ノ瀬 鈴夏[42]）
- クリミナルボーダー 1st offence（勅使河原 琴子）

#### 2023年
- それは舞い散る桜のように -Re:BIRTH-（八重樫 つばさ）
- 戦国†恋姫EX参～毛利家の絆編～（蜂須賀 転子 正勝）[43]
- ハッピーライヴ ショウアップ! アンコール!!（ゼンダ）[44]
- 夕凪荘のS級の彼女たち2（御厨 春奈）[45]

#### 2024年
- 僕の好きな人の好きな人は、女装した僕でした（楠 清佳[46]）
- 旭光のマリアージュ（ミラ・ローゼス）
- きまぐれテンプテーション2 ゆうやみ廻奇譚（コハル）

### コンシューマーゲーム
- 旭光のマリアージュ episode LIA（ミラ・ローゼス）

### オンラインゲーム
- アイオライトリンク（エクラ）
- ファントムグリード（水瀬 乃愛）
- UNITIA 神託の使徒×終焉の女神（サーニャ）
- あいりすミスティリア!〜少女のつむぐ夢の秘跡〜（ベアトリーチェ）[47]
- ティンクルスターナイツ（イクシリオン・グレゴール、エンジュ・クロライカ）

### 音声作品
-役名の掲載があるもののみ()に表記
※一部作品から抜粋 ★マークは全年齢作品。他はR-18指定に該当。
- ココロネ=ペンデュラム! 妹なのに先輩!?菜砂ちゃんはお兄ちゃんをいっぱい癒やしたい!（小町谷 菜砂）

### 歌
- アストラル アリア 〜しあわせな永遠へと〜（『アストラエアの白き永遠 初回限定版封入特典 ASTRAL ARIA』収録）
  - 桃園にな・小鳥居夕花・桐谷華・卯衣・鈴谷まや・桃山いおん